# Ravensthorpe (Northamptonshire)
Ravensthorpe – wieś w Anglii, w hrabstwie Northamptonshire, w dystrykcie (unitary authority) West Northamptonshire. Leży 14 km na północny zachód od miasta Northampton i 111 km na północny zachód od Londynu. Miejscowość liczy 656 mieszkańców.